# Rosaleda Dot y Camprubí
La Rosaleda de Dot y Camprubí (en catalán: Roserar Dot i Camprubí) se encuentra en el barrio de Les Grases, en Sant Feliu de Llobregat. 
Está especializado en rosales de diversas partes del mundo con énfasis en las obtenciones de híbridos conseguidas por rosalistas catalanes tal como Pere Dot i Martínez, Camprubí y el rosalista valenciano Ferrer. 
Tiene una extensión de 17 000 m² y está gestionado conjuntamente por el ayuntamiento de San Feliú de Llobregat y por la asociación sin ánimo de lucro Amics de les Roses de Sant Feliu de Llobregat.

## Localización
Roserar Dot i Camprubí, Rambla Marquesa de Castellbell, en el barrio de Les Grases Sant Feliu de Llobregat, 08980 Comunidad autónoma de Cataluña, España. 
Planos y vistas satelitales.41°23′2″N 2°2′50″E / 41.38389, 2.04722
Entrada gratuita todos los días de la semana a lo largo de todo el año.

## Historia y descripción
En 1998 a raíz del 40.º aniversario de la Exposición Nacional de Rosas la ciudad de Sant Feliu comenzó la creación de una rosaleda que lleva por nombre Roserar Dot i Camprubí.
Inaugurado en 2007 en el marco de la 49.ª edición de la Exposición Nacional de Rosas de San Feliú de Llobregat «'L’Exposició Nacional de Roses Sant Feliu de Llobregat».
La rosaleda de Sant Feliu, ha ido tomando forma en diferentes fases mediante plantaciones de escuelas taller. 
Actualmente es un lugar emblemático del patrimonio de "La Ciudad de las Rosas".

## Colecciones
Este parque temático de la rosa, cuenta con unas instalaciones de 17.000 m², y alberga 3.000 rosales y más de 400 variedades de rosas. 
En una parte específica se concentran todos los rosales y las diferentes variedades de rosas identificadas con atriles que contienen información del nombre y el lugar de origen de las rosas. 
Al lado hay márgenes, taludes que son adaptaciones topográficas con arbolado, pinos y arbustos diversos.
Se distinguen varias secciones, así:
- Rosas silvestres, son los rosales autóctonos de cada país o continente, originarios del hemisferio norte; de estos derivan por sucesivas hibridaciones y cruces los rosales cultivares modernos. Todos pertenecen al género Rosa y se dividen en cuatro subgéneros: Hulthemia, Eurosa (10 secciones), Platyrhodon y Hesperhodos. En esta sección se encuentran agrupados por afinidad de caracteres, morfología y origen.
- Rosas históricas, esta colección pretende albergar los rosales más representativos de diferentes periodos de la Historia, Edad Media, Renacimiento, China y por la época de los grandes descubrimientos geográficos. Con los rosales cultivados a lo largo de la historia, los rosales venidos de otros continentes y de cultivares creados a partir de todos ellos.
- Rosas antiguas, con este nombre se agrupan rosales seleccionados a partir de tres criterios: especies o variedades aparecidas antes de 1867, (fecha en que se obtiene el primer Híbrido de té), rosales creados entre 1867 y 1900 y las variedades modernas descendientes de estos rosales antiguos.
- Rosas modernas, son los rosales aparecidos a partir de todo un nuevo proceso de hibridaciones, originado con los primeros Híbridos de Té. No paran de crecer en número y se agrupan según características comunes: Híbridos de té, grandifloras, floribundas, multiflora, patio, trepadores, miniaturas, etc.
- Rosas de flor de corte, esta sección alberga un conjunto de rosales, las rosas de los que son adecuadas para hacer ramos, trabajos de floristería, etc.
- Rosas perfumadas, una de las características más valoradas de las rosas es su olor. En esta sección podemos encontrar rosas olorosas por sus hojas, frutos y principalmente por sus flores.
- Rosas Dot, con diferentes cultivares de las obtenciones logradas por Pedro Dot Martínez, y la saga familiar tan vinculada a Sant Feliu de Llobregat.
- Rosas Ferrer, con varios cultivares de las obtenciones conseguidas por esta familia valenciana que sigue produciendo e investigando sobre nuevas variedades de rosas.
- Rosas Camprubí, colección de las variedades más conocidas de esta familia tan ligada a la comarca.
- Rosales de obtentores internacionales, procedentes de los principales obtentores conocidos y reconocidos internacionalmente Meilland (Francia) David Austin (Gran Bretaña) Poulsen (Dinamarca) Kordes (Alemania) Lens (Bélgica) y otros.
- Espacio Didáctico, en este espacio se pretende explicar las diferentes partes de los rosales y su diversidad en cuanto a su porte, frutos, tallos, flores, olores u hojas.

Algunas de las variedades cultivadas en la "Rosaleda de Dot y Camprubí".

Especímenes
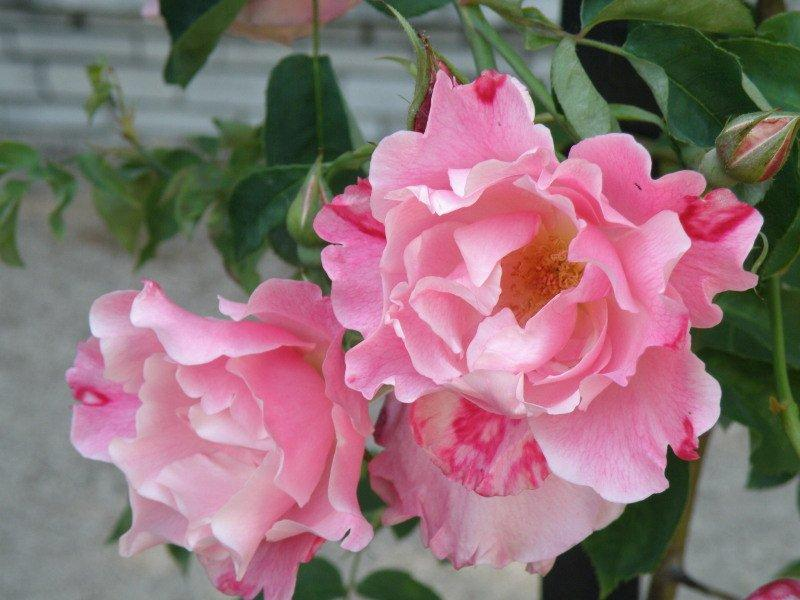
Rosa 'Mme Grégoire Staechelin', HT. trep. , P. Dot, 1927.
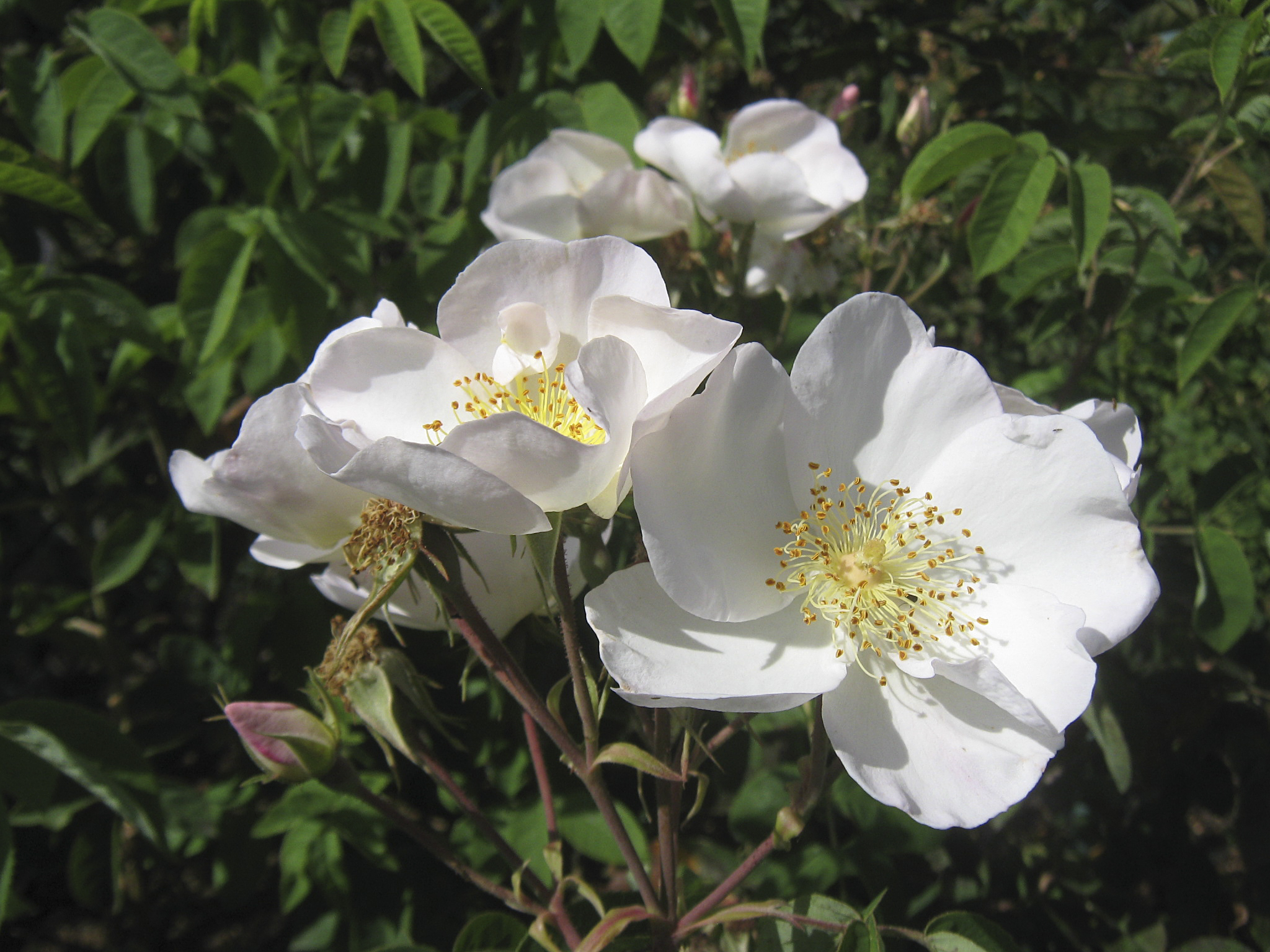
Rosa 'Nevada', HT. trep. , P. Dot, 1927.
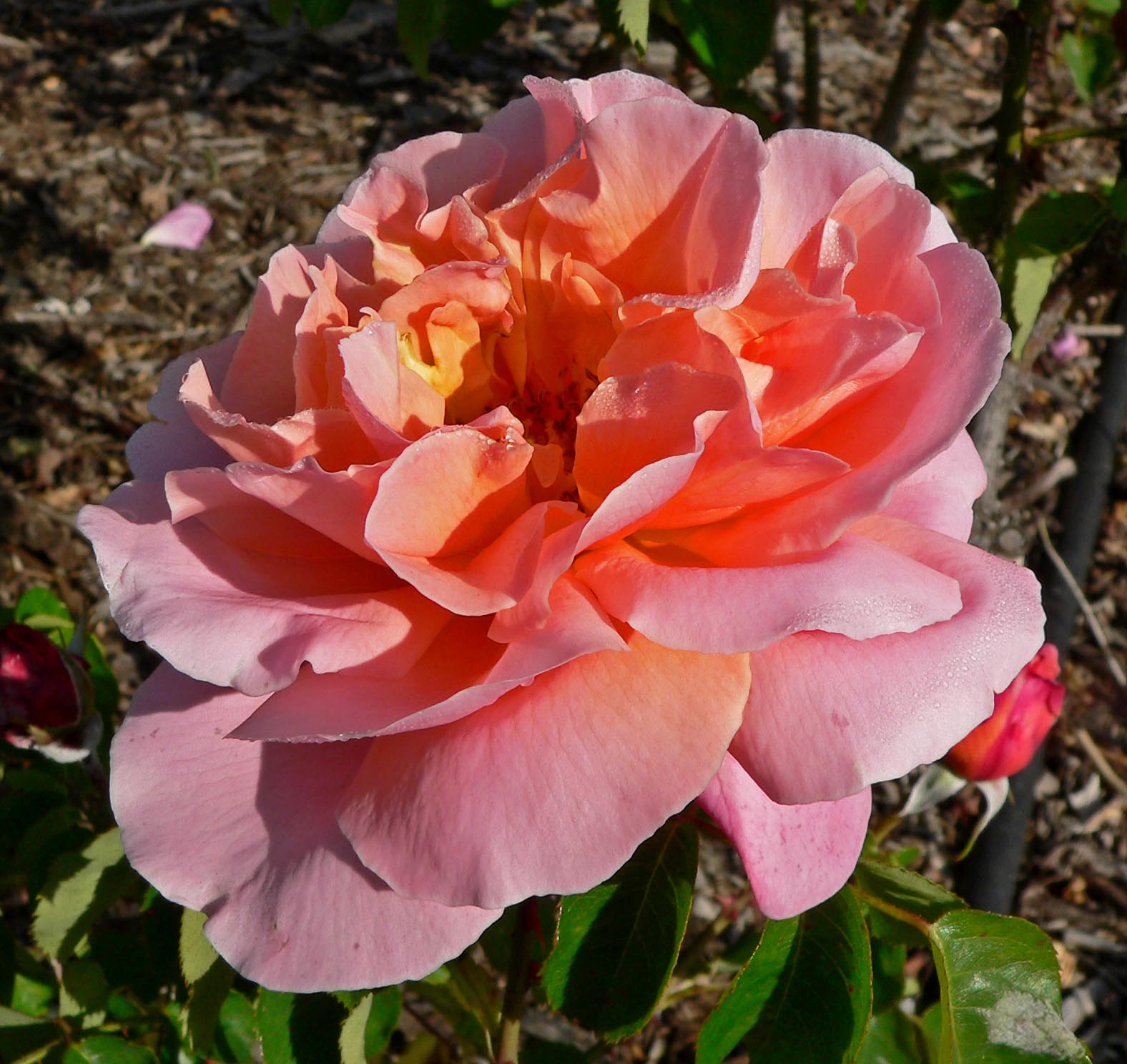
Rosa 'Marí Dot', HT. trep. , P. Dot, 1927 (Marí es "Marino" en catalán, el segundo hijo de Dot).
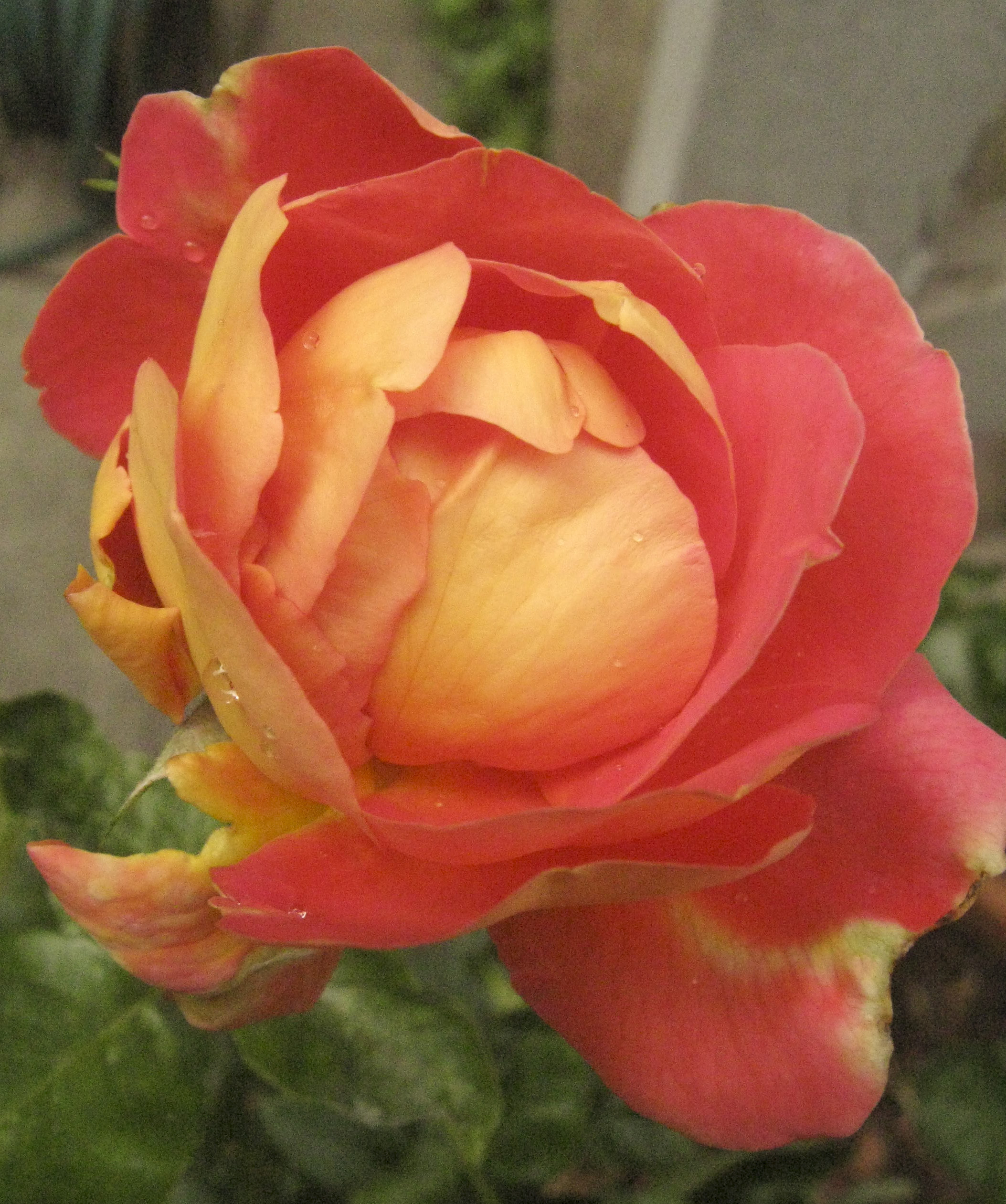
Rosa 'Condesa de Sástago', HP. P. Dot, 1930. La primera rosabicolor creada y uno de los grandes éxitos de Dot.
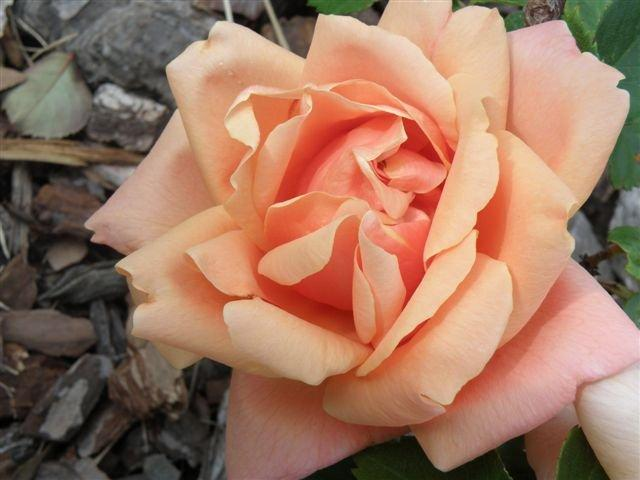
Rosa 'Duquesa de Peñaranda', HP. P. Dot, 1931.
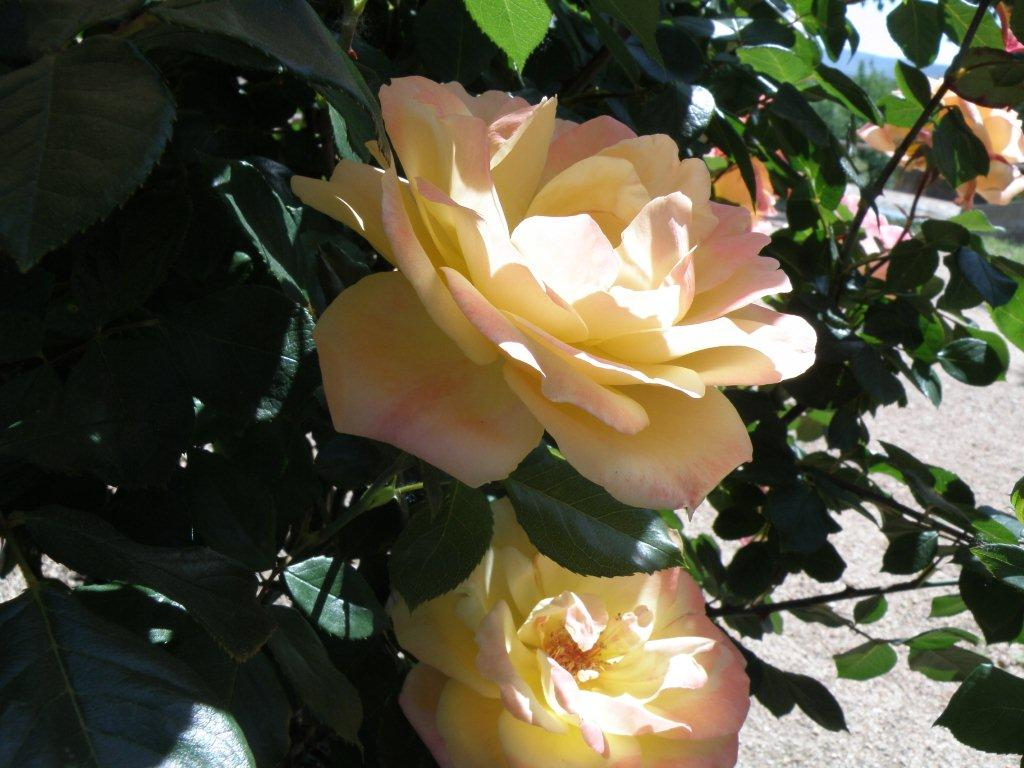
Rosa 'Federico Casas', HT, P. Dot. 1932.
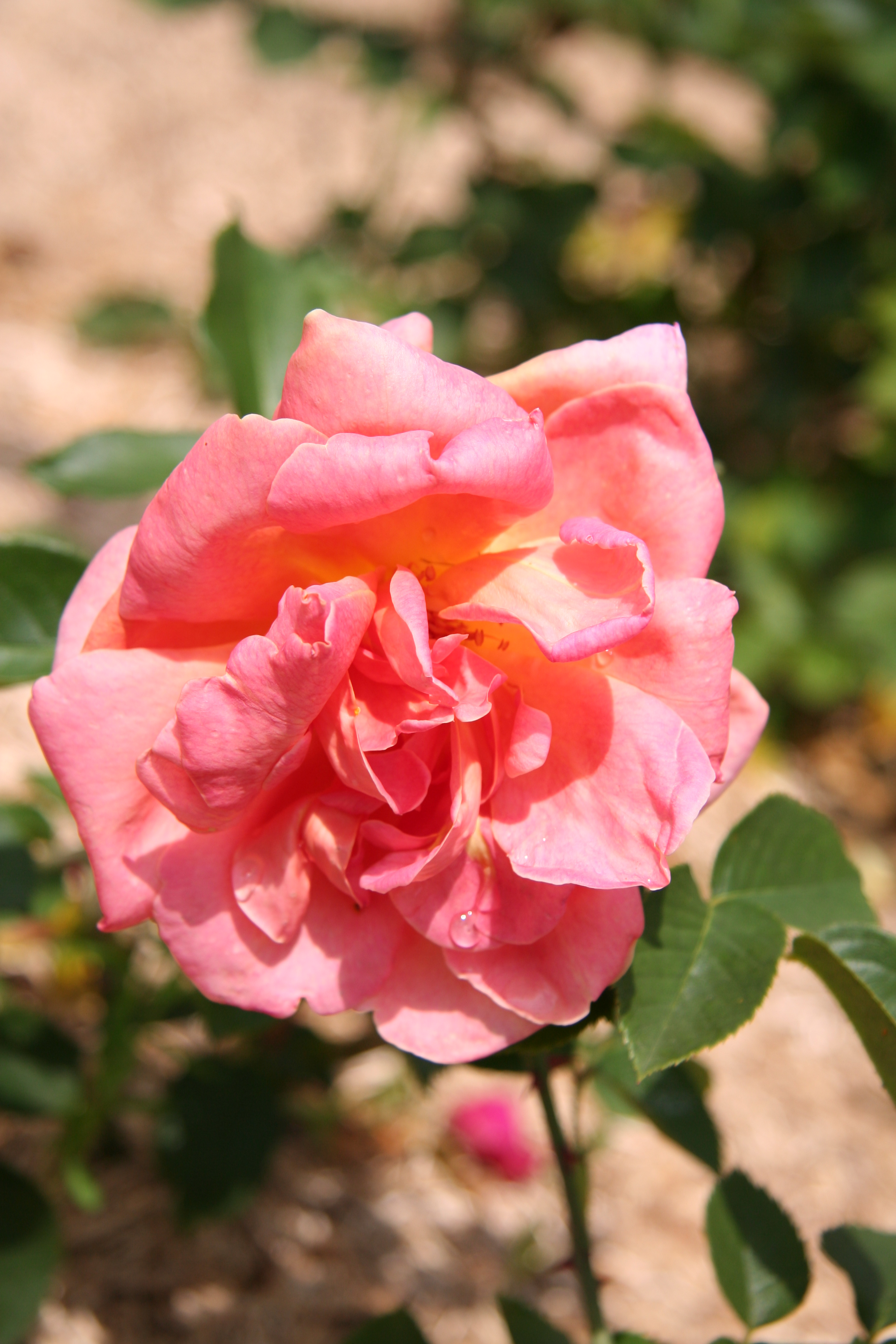
Rosa 'Luis de Briñas', HT, P. Dot 1932.
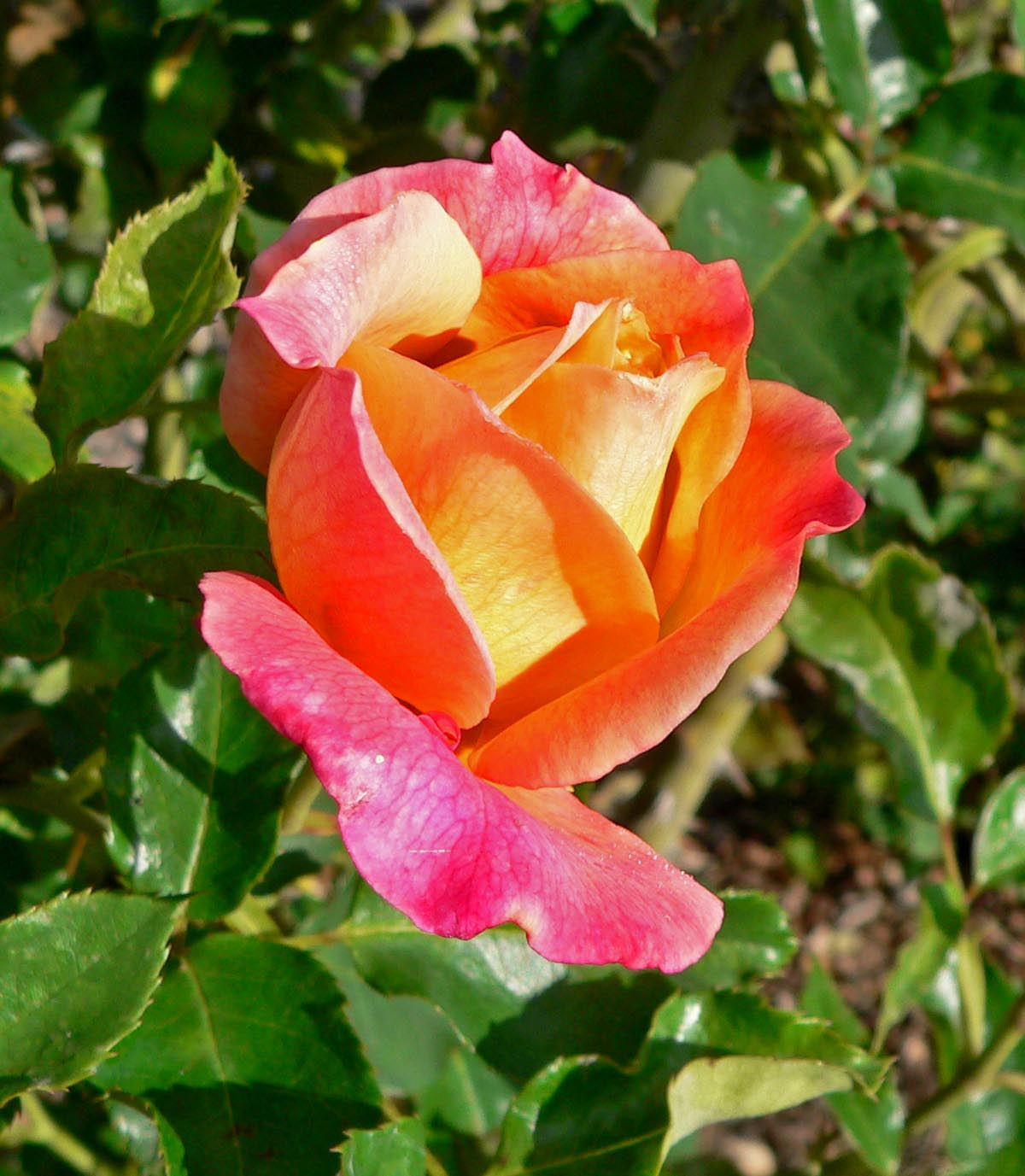
Rosa 'Girona', HT, . P. Dot, 1936.
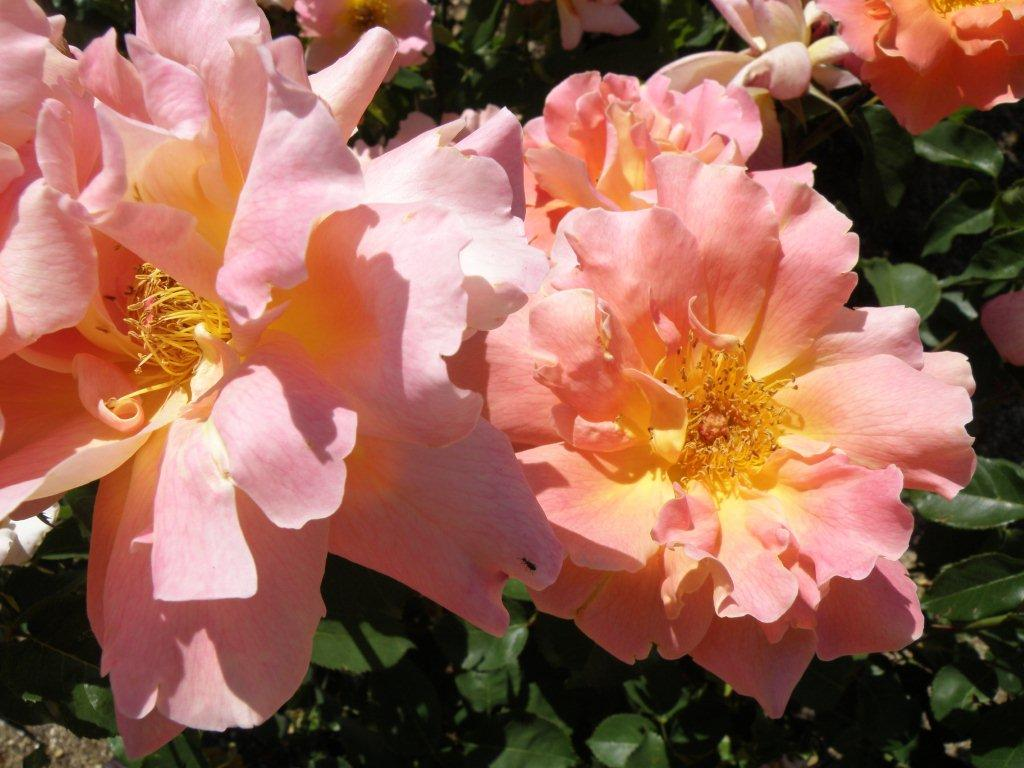
Rosa 'Ramón Bach', HT, P. Dot 1938.
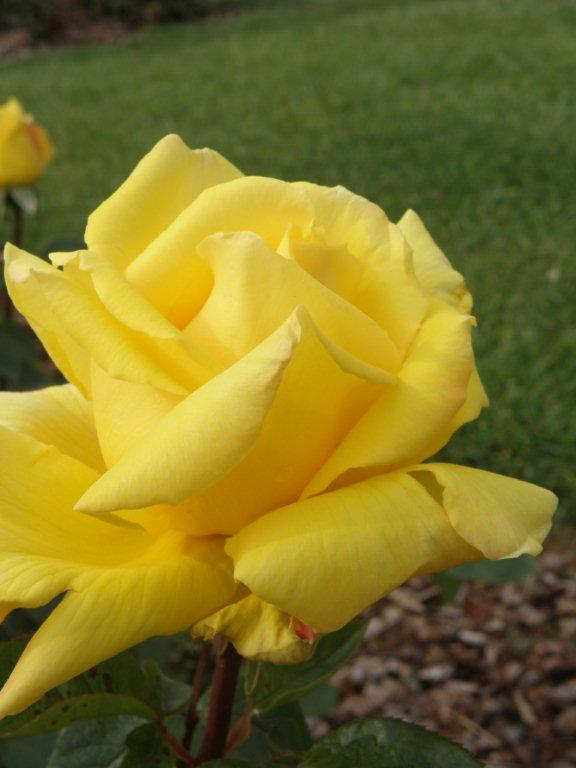
Rosa 'Joaquin Mir', HT, P. Dot 1940.
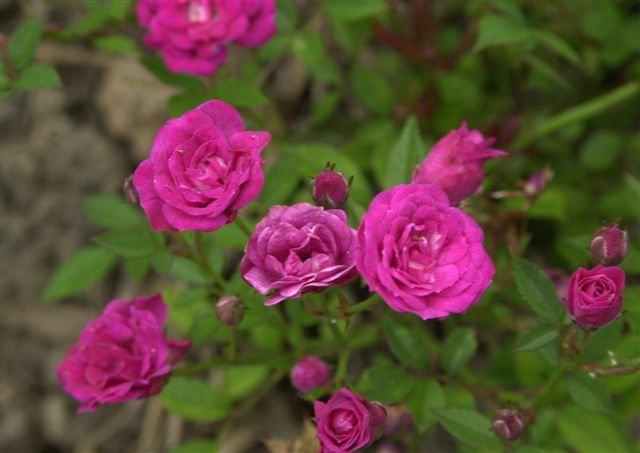
Rosa 'Perla de Alcanada', P. Dot, 1944.
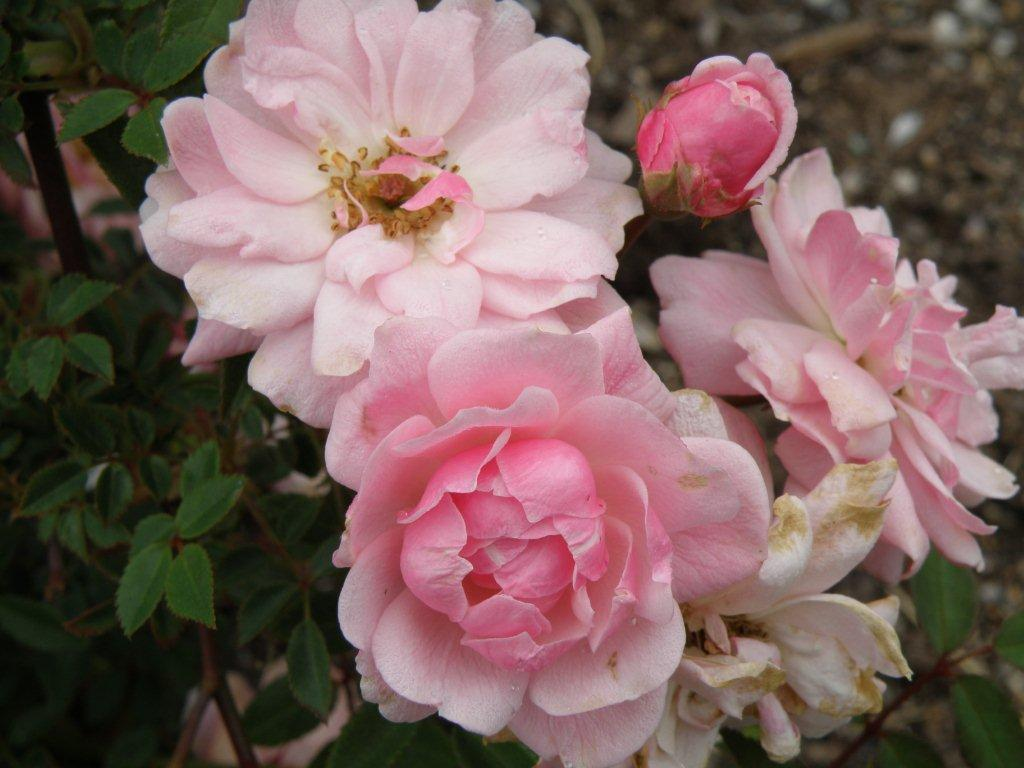
Rosa 'Perla de Montserrat', miniatura, P. Dot 1945.
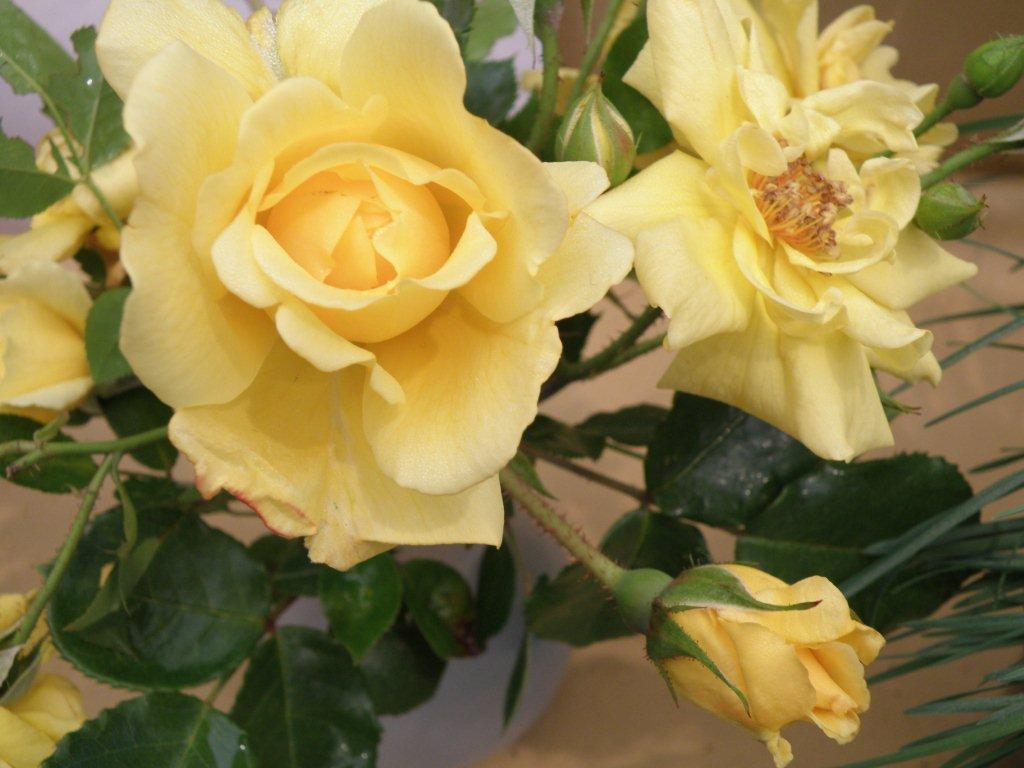
Rosa 'Rosina', Miniatura, P. Dot 1951
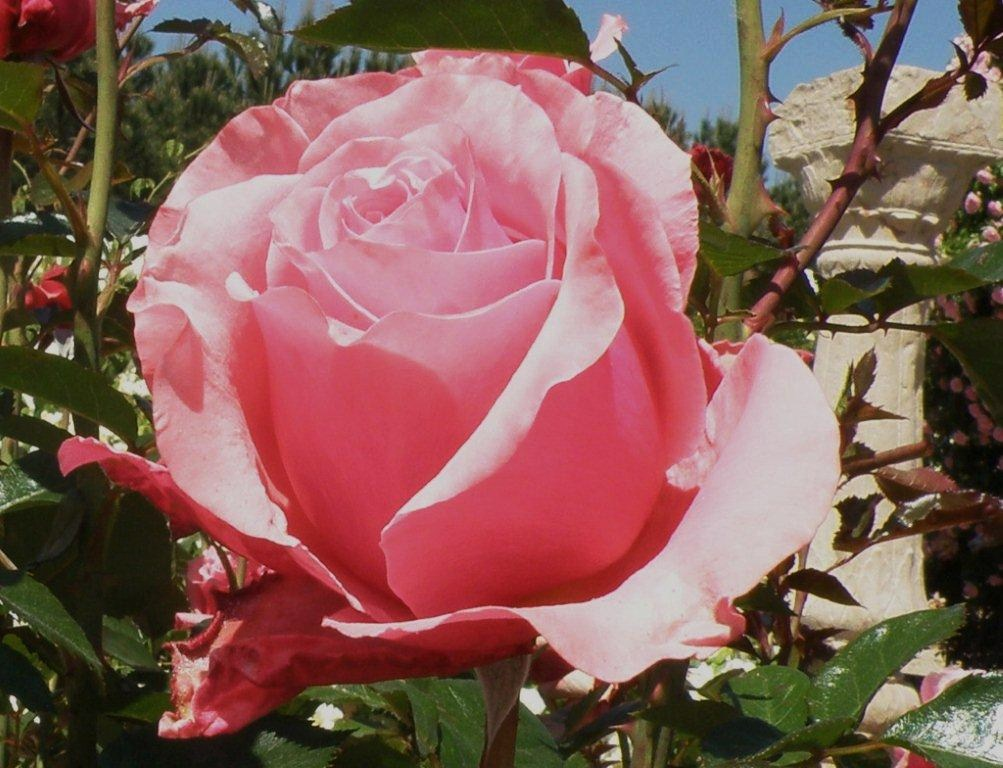
Rosa 'Miquel Aldrufeu',HT (Linda Porter als EUA), P. Dot , 1957.
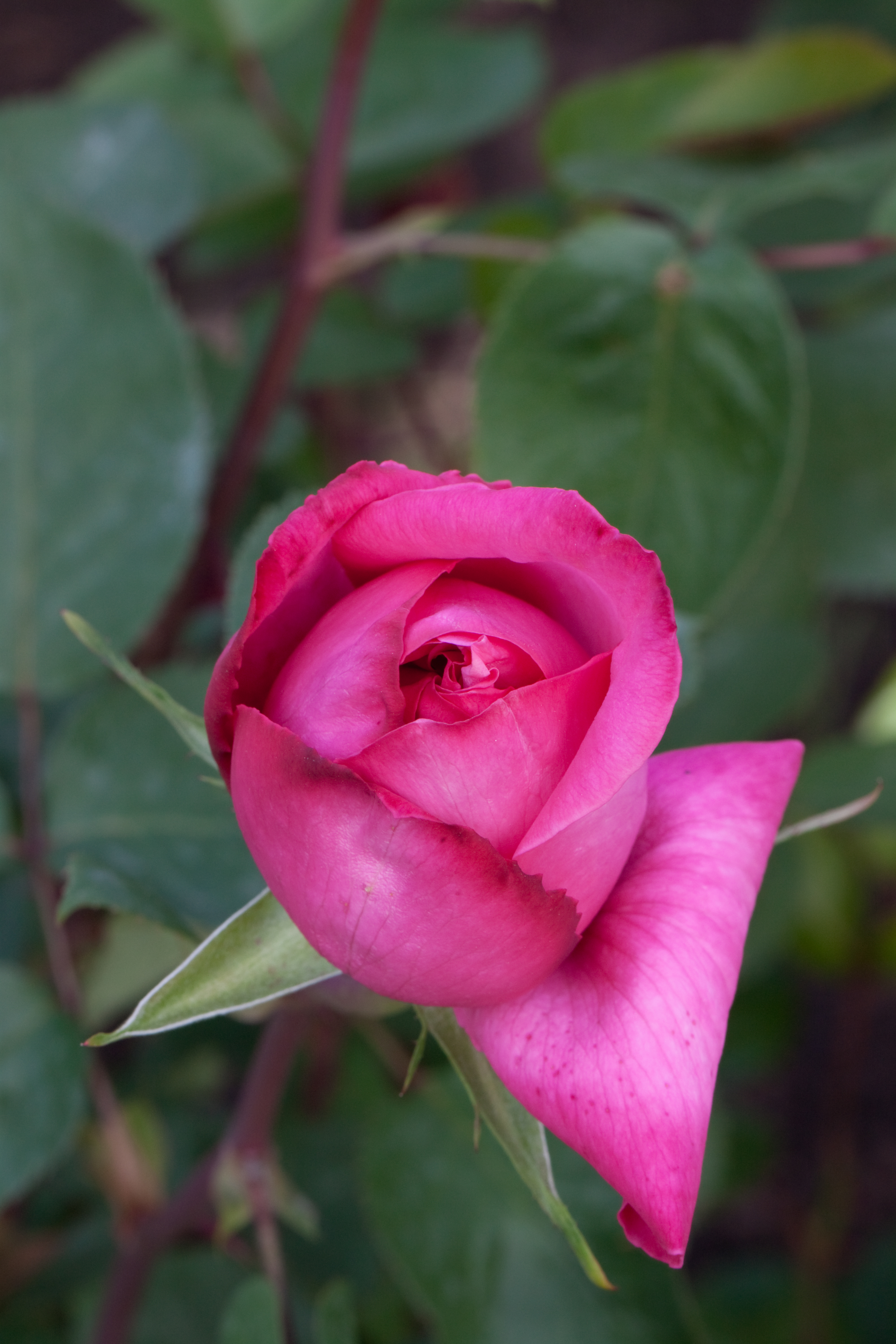
Rosa 'Montesquieu', HT, . Simon (Simó) Dot, 1959.
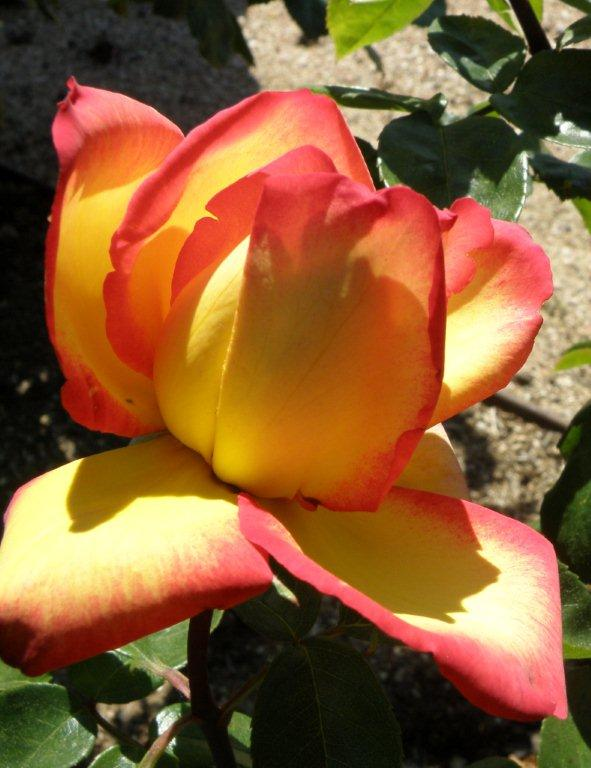
Rosa 'Hong Kong', HT, P. Dot, 1962.